# راين سي. توماس
راين سي. توماس (بالإنجليزية: Ryan C. Thomas)‏ (25 يناير 1975)؛ صحفي وروائي أمريكي.